# Vương tộc Lippe-Biesterfeld
Nhà Lippe-Biesterfeld là một dòng thứ cấp của Vương tộc Lippe (một triều đại Đức trị vì từ năm 1413 đến năm 1918, từ năm 1789, tiếp nhận tước Thân vương).
Nhánh quan trọng của Lippe-Biesterfeld trị vì Thân vương quốc Lippe vào năm 1905, sau khi nhánh chính cầm quyền bị tuyệt tự, Bá tước Leopold của Lippe-Biesterfeld lên ngôi và lấy vương hiệu Leopold IV, Thân vương xứ Lippe. Ông tiếp tục cai trị cho đến Cách mạng Đức năm 1918. Năm 1916, ông phong em trai mình là Bá tước Bernhard xứ Lippe-Biesterfeld, làm Thân vương. Thông qua con trai của ông, Thân vương Bernhard xứ Lippe-Biesterfeld (1911–2004), vương tế của Nữ vương Juliana của Hà Lan, nó cũng trở thành tước hiệu của Vương thất Hà Lan, được thành lập vào năm 1937.